# Softverska tvrtka
Softverska industrija uključuje poduzeća za razvoj, održavanje i izdavanje softvera koji koriste neki poslovni model. Industrija također uključuje softverske usluge poput obuke, dokumentacije i savjetovanja.

## Povijest
Riječ "softver" je bila smatrana šalom do barem 1953., ali nije se pojavila u tiskovini do 1960-ih. Prije tog vremena, računala su programirali ili kupci, ili nekoliko komercijalnih prodavača tog vremena poput UNIVAC-a ili IBM-a. Prva tvrtka koja je pružila softverski proizvod i usluge bila je Computer Usage Company 1955.
Softverska industrija se proširila u ranim 1960-ima, neposredno nakon što su računala bila prodana u prvim masovnim količinama. Sveučilišta, vlade, i poslovni kupci stvorili su potražnju za softverom. Mnoge od tih programa napisali su programeri zaposleni unutar tvrtki. Neki su bili besplatno i slobodno dijeljeni između korisnika određene vrste računala. Drugi su bili izvedeni na komercijalnoj osnovi, te su se druge tvrtke poput Computer Sciences Corporation (osnovana 1959.) počele širiti. Proizvođači računala su počeli uključivati operacijske sustave i programska okruženja u paket sa svojim računalima.
Kada je Digital Equipment Corporation donijela relativno jeftino mikroračunalo na tržište, donijela i računalstvo unutar globalnog dosega mnogo više tvrtki i sveučilišta i stvorila je velike inovacije u smislu novih, moćnih programskih jezika i metodologija. Novi softver je bio rađen za mikroračunala te su ostali, uključujući IBM, vrlo brzo prihvatili praksu Digital Equipment Corporationa što je kao rezultat donijelo između ostalog i IBM AS400.
Industrija se uvelike proširila sredinom 1970-ih, što je donijelo računalstvo na radne stolove raznih ureda. U godinama koje su slijedile, također je stvorila rastuće tržište za igre, aplikacije, i uslužne programe. DOS, Microsoftov prvi operacijski sustav, bio je dominantan u to vrijeme.
U ranim godinama 21. stoljeća, pojavio se još jedan uspješan poslovni model za softver dostupan putem centralnog poslužitelja, nazvan softver kao usluga ili SaaS (engl. Software as a service). To je bio treći pokušaj za taj poslovni model. Softver kao usluga smanjuje brige oko softverskog piratstva, s obzirom na to da se do softvera može doći jedino putem Weba, i po definiciji na računalo krajnjeg korisnika ne instalira se nikakav softver.

## Softverski sektori
Nekoliko je vrsta poslova u softverskoj industriji. Softver za infrastrukturu, uključujući operacijske sustave, middleware i baze podataka, je sačinjen od tvrtki i organizacija poput Linuxa, Googlea, Microsofta, IBM-a, Sybasea, EMC-a, Oraclea i VMwarea. Softver za poduzeća, tj. softver koji automatizira poslovne procese u financijama, proizvodnji, logistici, prodaji i marketingu je razvio je Oracle, SAP AG, Sage i Infor. Sigurnosni softver razvijaju tvrtke poput Symanteca, Trend Microa i Kasperskya. Nekoliko razvijatelja industrijsko specifičnog softvera su istodobno i među najvećim softverskim tvrtkama na svijetu: SunGard, koji radi softver za banke, BlackBoard koji radi softver za škole, i tvrtke poput Qualcomma ili CyberVisiona koji rade softver za telekomunikacijske tvrtke. Ostale tvrtke se bave ugovornim programiranjem kako bi razvile jedinstven softver za neku određenu tvrtku, ili se usredotočuju na podešavanja i prilagođavanja programskih paketa od velikih tvrtki poput SAP-a ili Oraclea.

## Vodeće tvrtke: tržišni udio
U smislu tehnološkog vodstva, softverska industrija je već dugo predvođena IBM-om. Međutim, Microsoft je postao dominantni dobavljač PC operacijskih sustava. U smislu prihoda od prodaje softvera, softverskom industrijom dominira Microsoft od svog osnutka. Microsoftovi proizvodi su još uvijek najprodavaniji diljem cijelog svijeta.

## Veličina industrije
Prema tvrtki za tržišna istraživanja, DataMonitor, veličina globalne softverske industrije u 2008. je bila 303,8 milijarde dolara, što je povećanje od 6,5% s obzirom na 2007. Sjeverna i južna Amerika imaju udio od 42,6% u vrijednosti globalnog tržišta softvera. DataMonitor predviđa da će u 2013. globalno softversko tržište imati vrijednost od 457 milijardi dolara, što je povećanje od 50,5% s obzirom na 2008.

## Ujedinjenja i preuzimanja
Softverska industrija je podvrgnuta visokom stupnju ujedinjenja prošlih nekoliko desetljeća Od 1988. do 2010., bila su objavljena 41 136 ujedinjenja i preuzimanja s poznatom vrijednošću od 1 451 milijardu dolara. Najveći broj i najveću vrijednost takvih pogodba je bilo 2000. u vrijeme tzv. internetskog mjehura s 6757 transakcija vrijednosti 447 milijardi dolara. 2010. objavljena su 1628 trgovanja vrijednosti 49 milijardi dolara.

## Poslovni modeli softverske industrije
O poslovnim modelima softverskih tvrtki se naširoko raspravlja. Mrežni utjecaji na mrežu softverskih ekosustava su važan dio strategije softverskih tvrtki.